# Худже-Ґері
Худже-Ґері (перс. خواجه گري) — село в Ірані, у дегестані Сахелі-є-Джукандан, в Центральному бахші, шагрестані Талеш остану Ґілян. За даними перепису 2006 року, його населення становило 668 осіб, що проживали у складі 143 сімей.

## Клімат
Середня річна температура становить 14,17°C, середня максимальна – 26,80°C, а середня мінімальна – -0,21°C. Середня річна кількість опадів – 790 мм.
| Клімат поселення                              | Клімат поселення | Клімат поселення | Клімат поселення | Клімат поселення | Клімат поселення | Клімат поселення | Клімат поселення | Клімат поселення | Клімат поселення | Клімат поселення | Клімат поселення | Клімат поселення | Клімат поселення |
| Показник                                      | Січ.             | Лют.             | Бер.             | Квіт.            | Трав.            | Черв.            | Лип.             | Серп.            | Вер.             | Жовт.            | Лист.            | Груд.            |                  |
| Середній максимум, °C                         | 9,40             | 10,24            | 12,28            | 17,50            | 22,32            | 25,23            | 26,75            | 26,80            | 23,75            | 20,31            | 15,72            | 11,48            |                  |
| Середня температура, °C                       | 4,59             | 5,44             | 7,50             | 12,70            | 17,52            | 20,43            | 22,92            | 23,00            | 19,93            | 16,50            | 11,89            | 7,66             |                  |
| Середній мінімум, °C                          | −0,21            | 0,63             | 2,67             | 7,89             | 12,69            | 15,63            | 19,10            | 19,18            | 16,10            | 12,68            | 8,09             | 3,81             |                  |
| Норма опадів, мм                              | 74               | 66               | 68               | 52               | 39               | 25               | 11               | 35               | 87               | 130              | 100              | 103              |                  |
| Середньомісячна швидкість вітру, м/с          | 2.35             | 2.40             | 2.40             | 2.41             | 2.40             | 2.63             | 2.60             | 2.41             | 2.26             | 2.02             | 1.96             | 2.10             |                  |
| Середньомісячна сонячна радіація, кДж/м²·день | 6810             | 9068             | 11230            | 15883            | 20113            | 22824            | 23763            | 20199            | 16396            | 11143            | 8368             | 6383             |                  |
| --------------------------------------------- | ---------------- | ---------------- | ---------------- | ---------------- | ---------------- | ---------------- | ---------------- | ---------------- | ---------------- | ---------------- | ---------------- | ---------------- | ---------------- |
| Джерело:                                      |                  |                  |                  |                  |                  |                  |                  |                  |                  |                  |                  |                  |                  |